# Герб комуни Галльстагаммар
Герб комуни Галльстагаммар (швед. Hallstahammars kommunvapen) — символ шведської адміністративно-територіальної одиниці місцевого самоврядування комуни Галльстагаммар. 

## Історія
Герб торговельного містечка (чепінга) Галльстагаммар отримав королівське затвердження 1948 року.   
Після адміністративно-територіальної реформи, проведеної в Швеції на початку 1970-х років, муніципальні герби стали використовуватися лишень комунами. Цей герб був 1971 року перебраний для нової комуни Галльстагаммар.
Герб комуни офіційно зареєстровано 1986 року.

## Опис (блазон)
Щит перетятий, у верхньому срібному полі — чорний гірничий молоток у балку, у нижньому червоному — три срібні шестерні, дві над однією.

## Зміст
Молоток символізую видобування міді. Шестерні уособлюють індустріальний характер містечка. 